# Felsenthal (Arkansas)
Felsenthal es un pueblo del condado de Union, Arkansas, Estados Unidos. Tiene una población estimada, a mediados de 2023, de 85 habitantes.

## Geografía
Está ubicado en las coordenadas 33°03′39″N 92°08′56″O / 33.06083, -92.14889 (33.060826, -92.148961). Según la Oficina del Censo, tiene una superficie total de 4.30 km², de los cuales 3.82 km² corresponden a tierra firme y 0.48 km² están cubiertos de agua.

## Demografía
Según el censo de 2020, en ese momento había 85 personas residiendo en la zona. La densidad de población era de 22.25 hab./km². El 71.76% de los habitantes eran blancos, el 12.94% eran afroamericanos, el 1.18% era de otra raza y el 14.12% eran de una mezcla de razas. Del total de la población, el 1.18% era hispano o latino.